# Conraua
Conraua (лат.) — род бесхвостых земноводных, единственный в семействе Conrauidae. Некоторые систематики относят данный род к семейству Petropedetidae.

## Этимология
Название рода происходит от фамилии немецкого торговца и вербовщика рабочих в Камеруне Густава Конрау, впервые поймавшего типовой вид рода Conraua robusta.

## Описание
Представители рода Conraua могут быть очень большими и тяжелыми. Лягушка-голиаф достигает длины тела до 40 сантиметров и веса более 3 кг. Она считается самой крупной лягушкой в мире. Тело широкое, уплощенное сверху. Задние ноги значительно длиннее передних. Перепонки есть как на передних, так и на задних лапах. Боковая линия у взрослых особей отсутствует. Передняя часть грудины раздвоена. Носовые кости большие и соприкасаются друг с другом.

## Размножение
Самки откладывают более 100 икринок, прикрепляя их к растениям на дне рек. Головастики живут в богатых кислородом верхних течениях рек и ручьев, питаются растениями.

## Распространение
Распространены в тропических районах Западной Африки, Эфиопии и Эритреи.

## Классификация
На август 2022 года в состав рода включают 8 видов:
- Conraua alleni (Barbour & Loveridge, 1927) — Лягушка Аллена
- Conraua beccarii (Boulenger, 1911) — Эфиопская лягушка
- Conraua crassipes (Buchholz & Peters, 1875) — Толстоногая лягушка
- Conraua derooi Hulselmans, 1972 — Тоголезская лягушка
- Conraua goliath (Boulenger, 1906) — Лягушка-голиаф
- Conraua robusta Nieden, 1908 — Мощная лягушка
- Conraua sagyimase Neira-Salamea, Ofori-Boateng, Kouamé, Blackburn, Segniagbeto, Hillers, Barej, Leaché & Rödel, 2021
- Conraua kamancamarai Neira-Salamea et al., 2022